# Миза Моосте

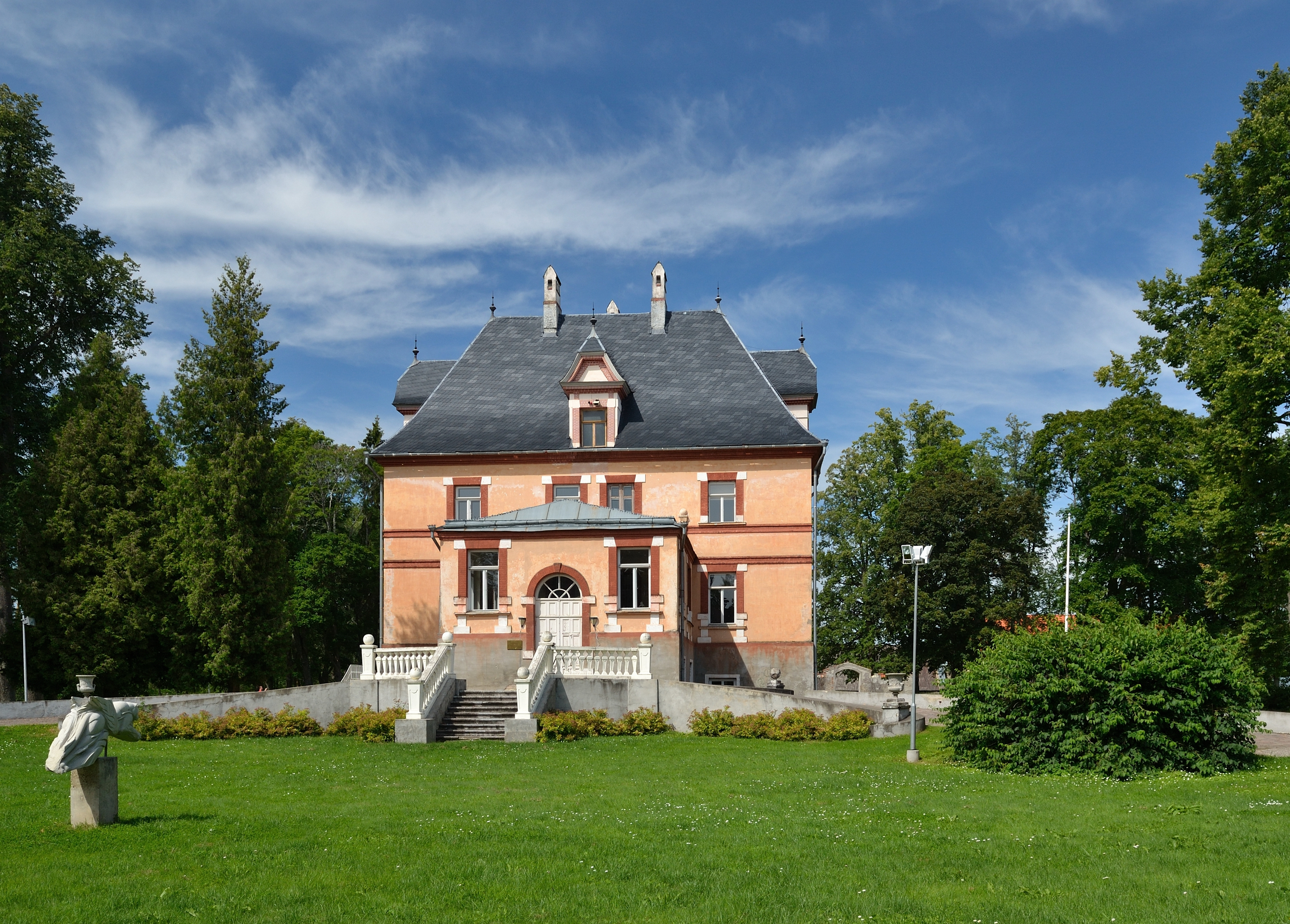
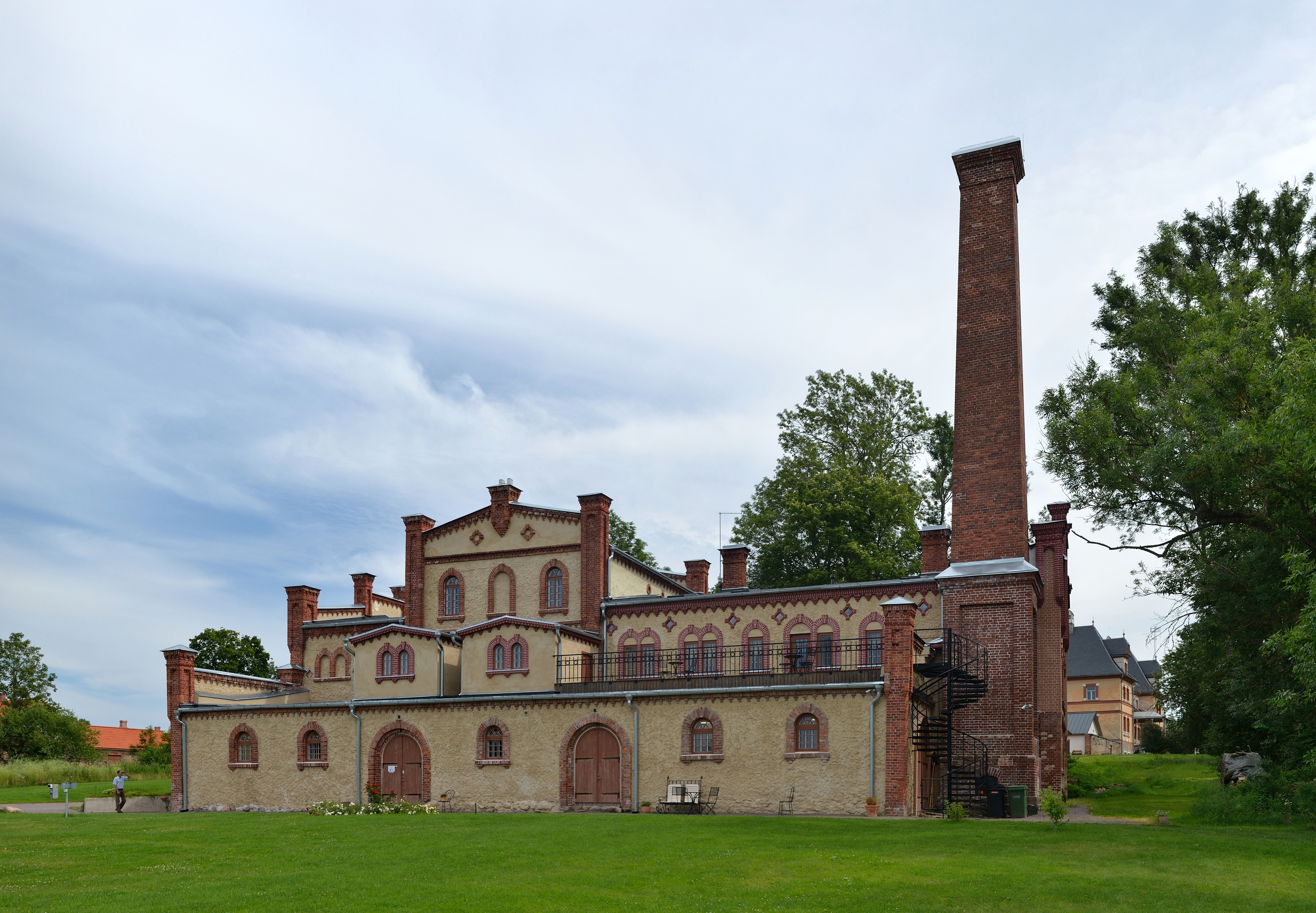
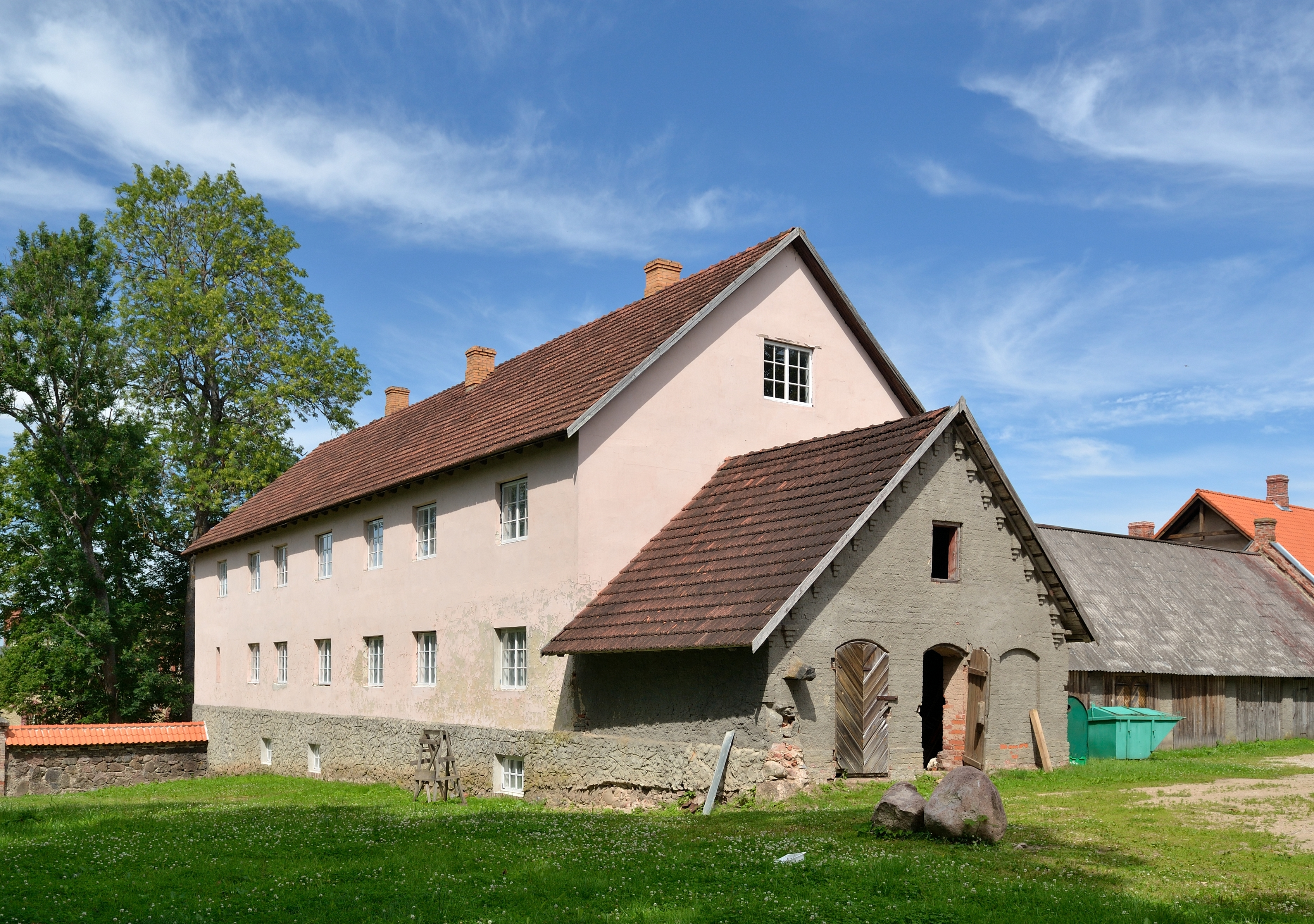
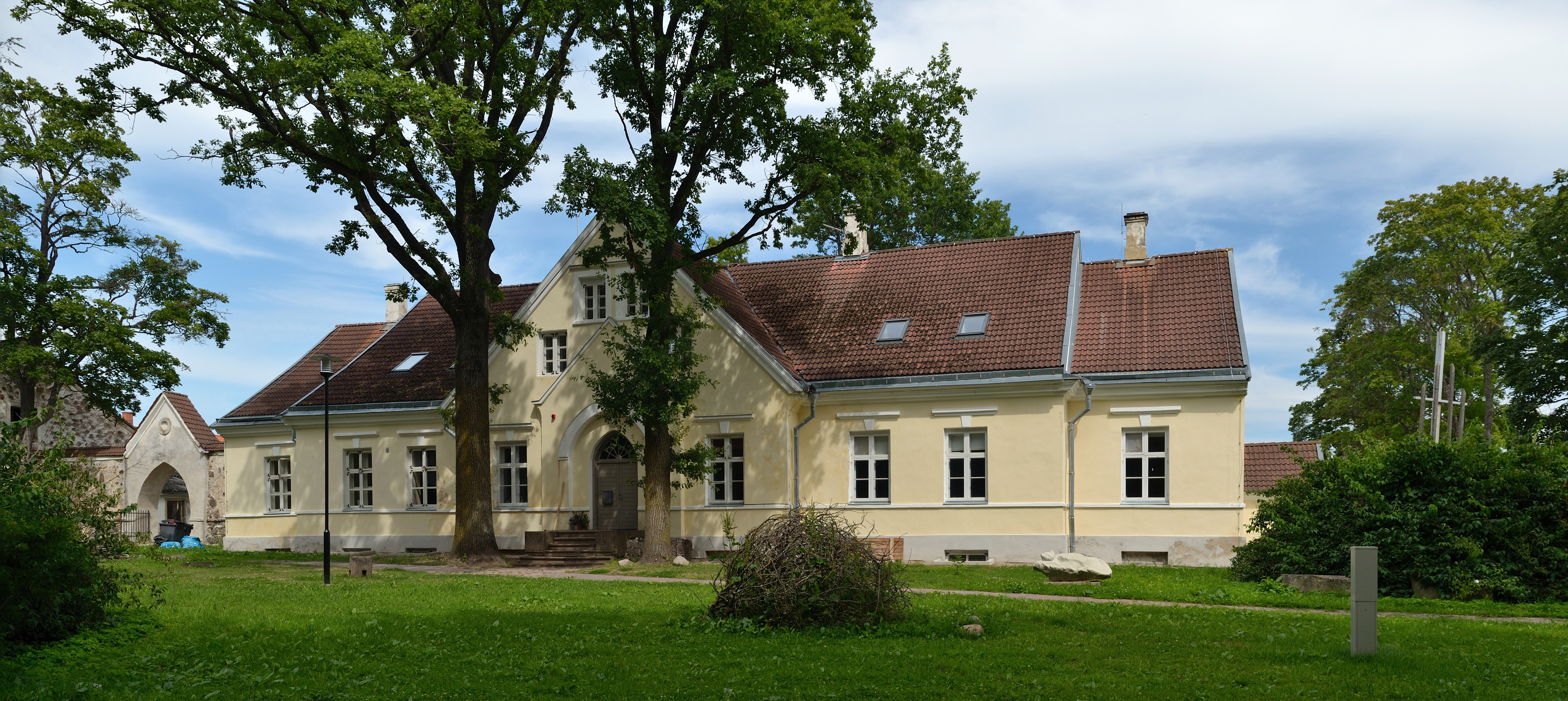
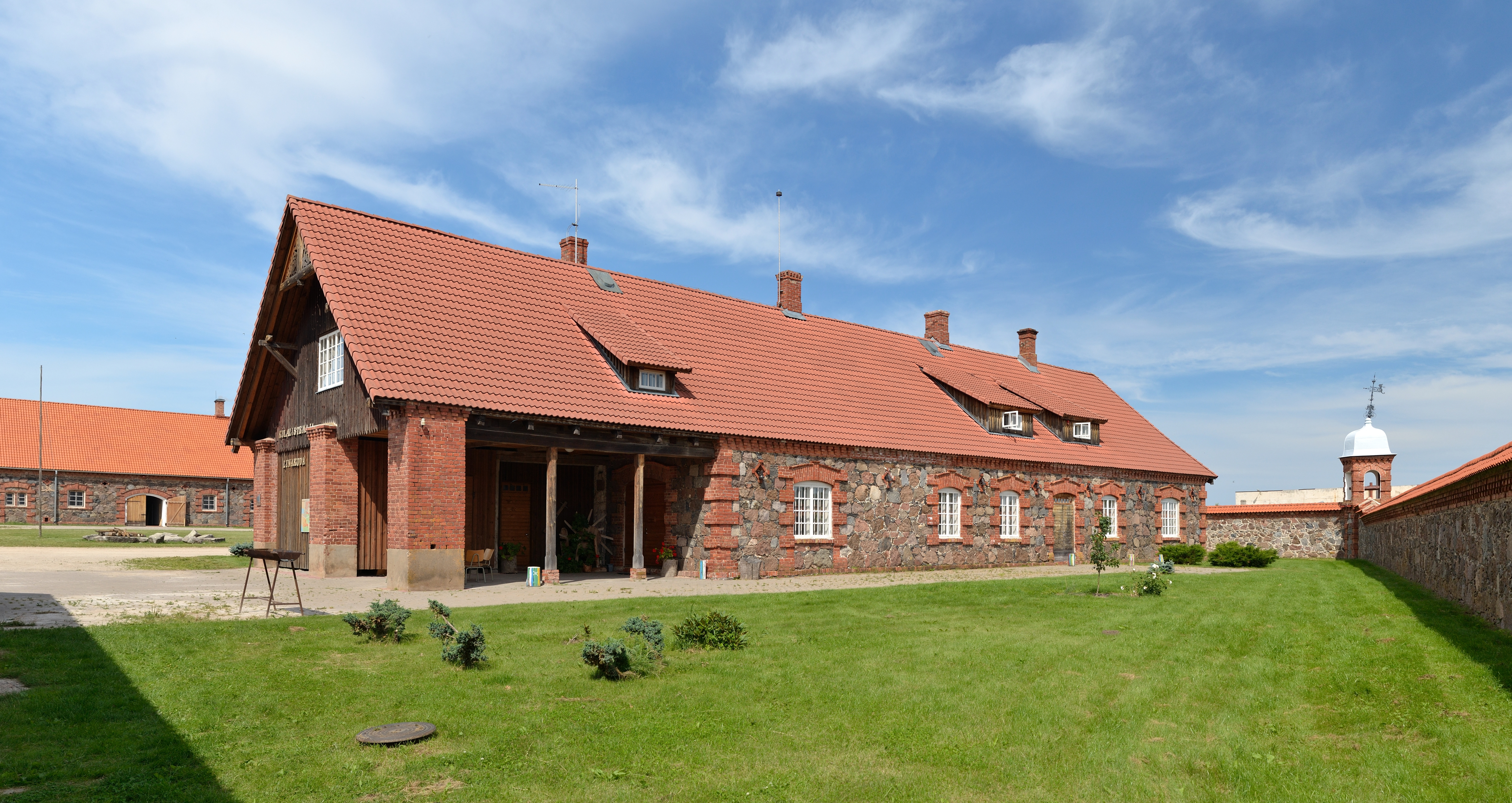
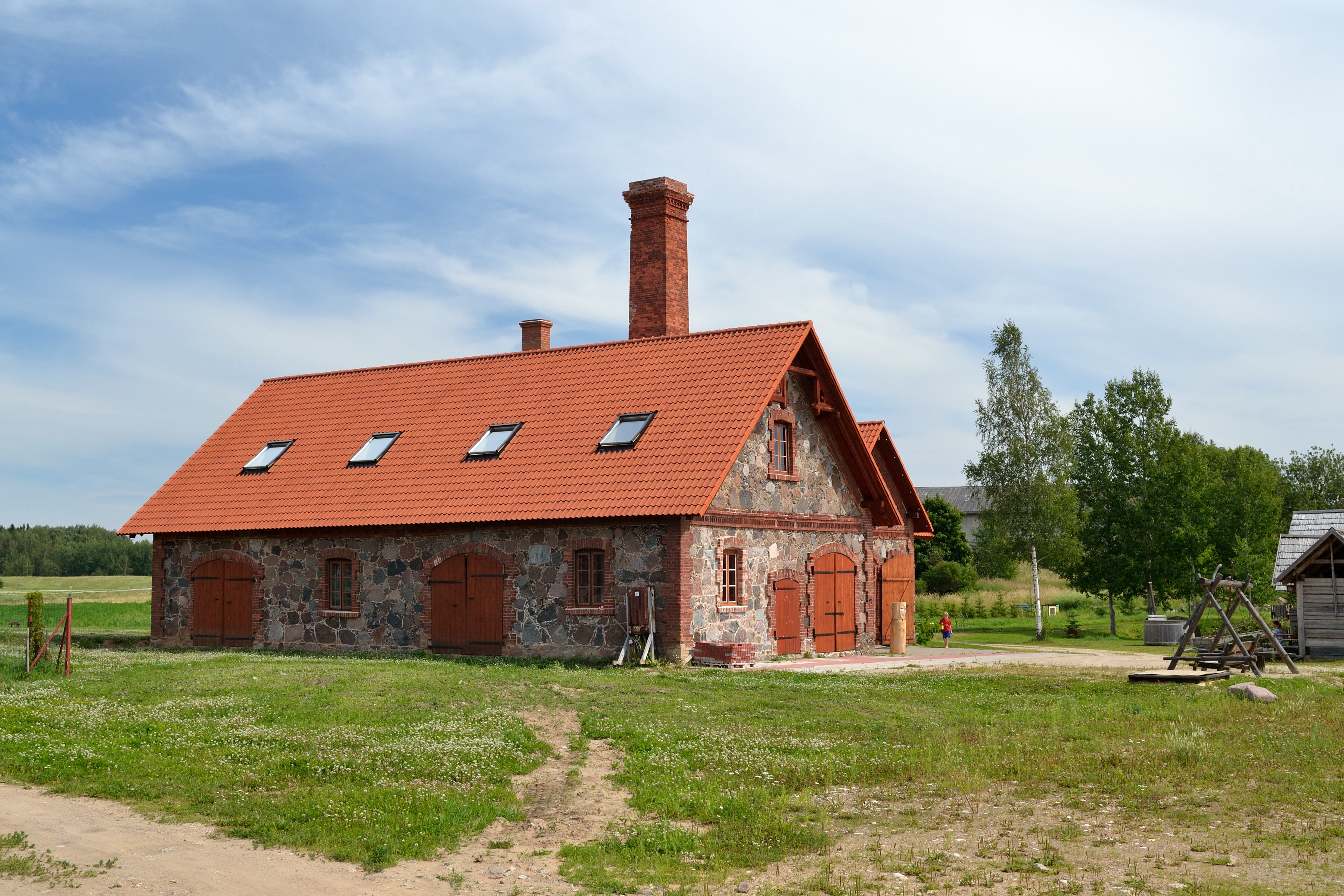
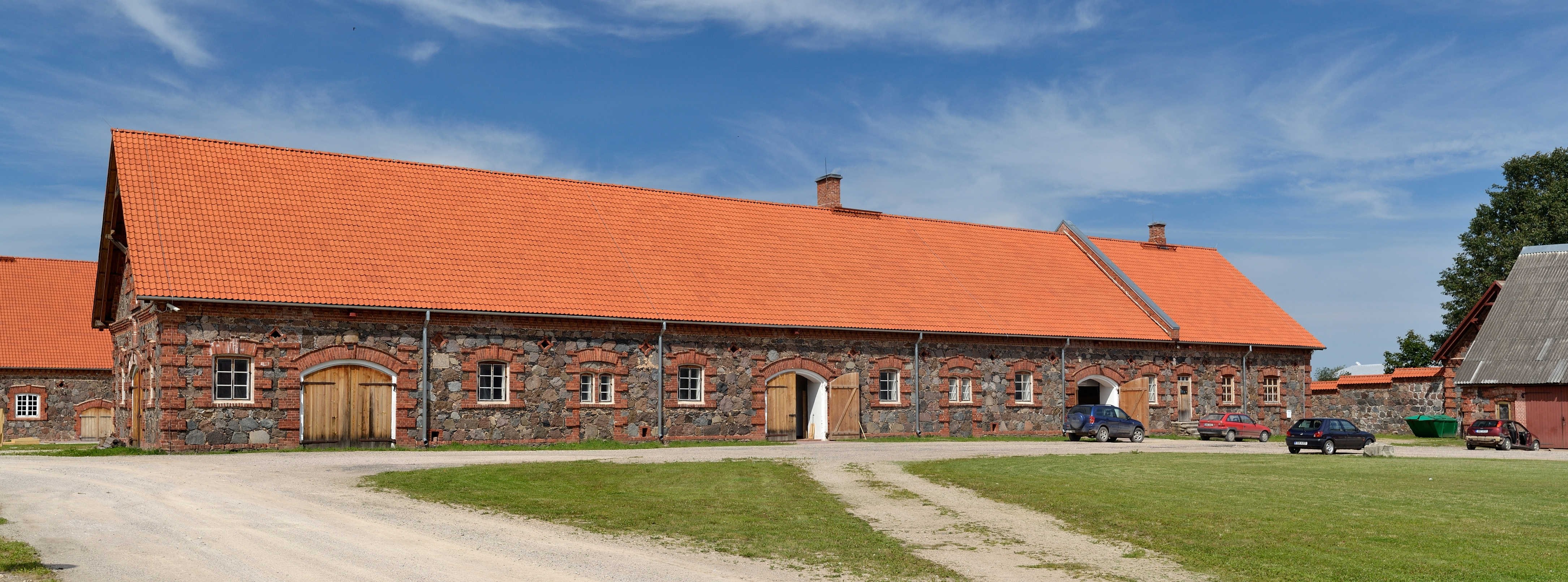
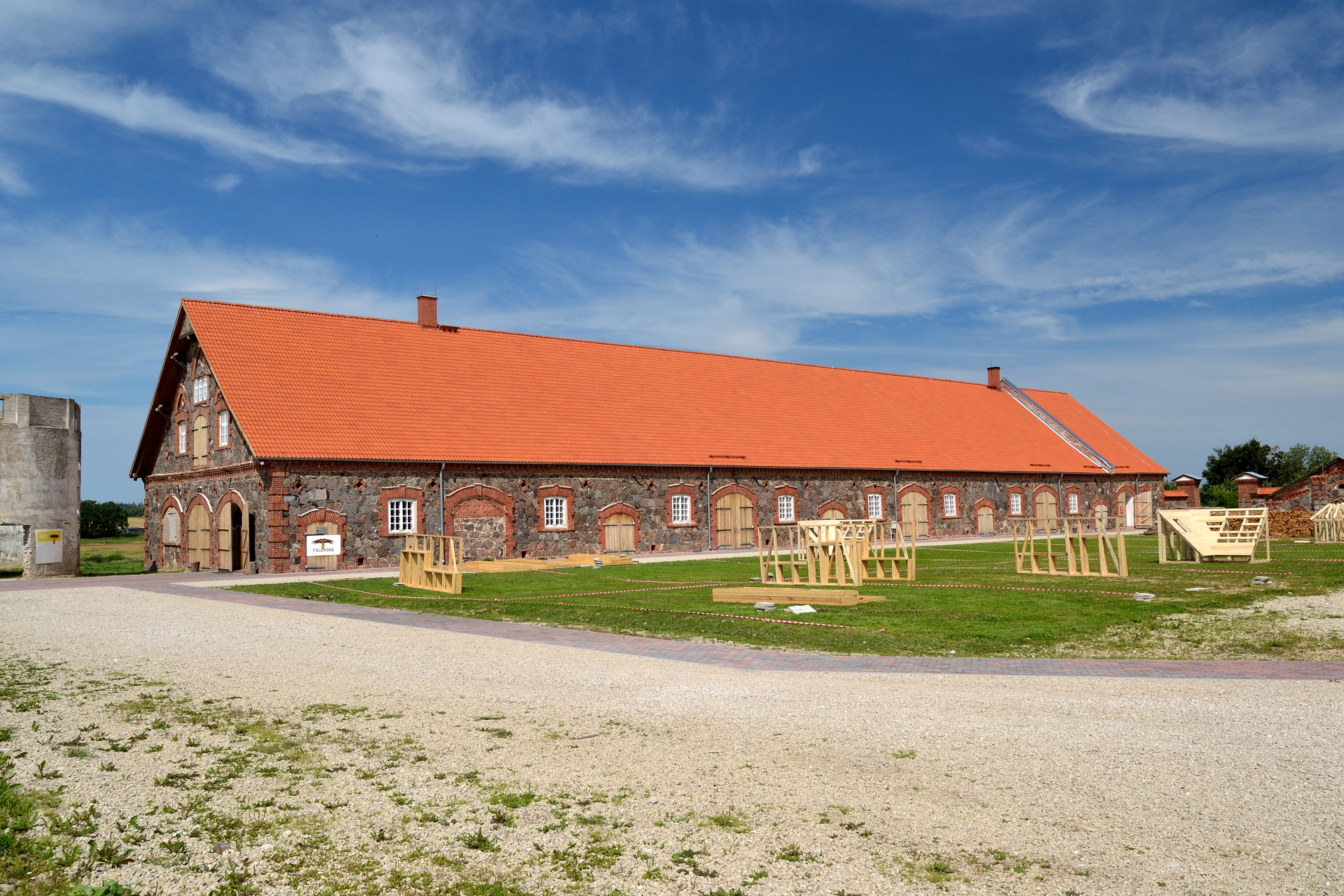
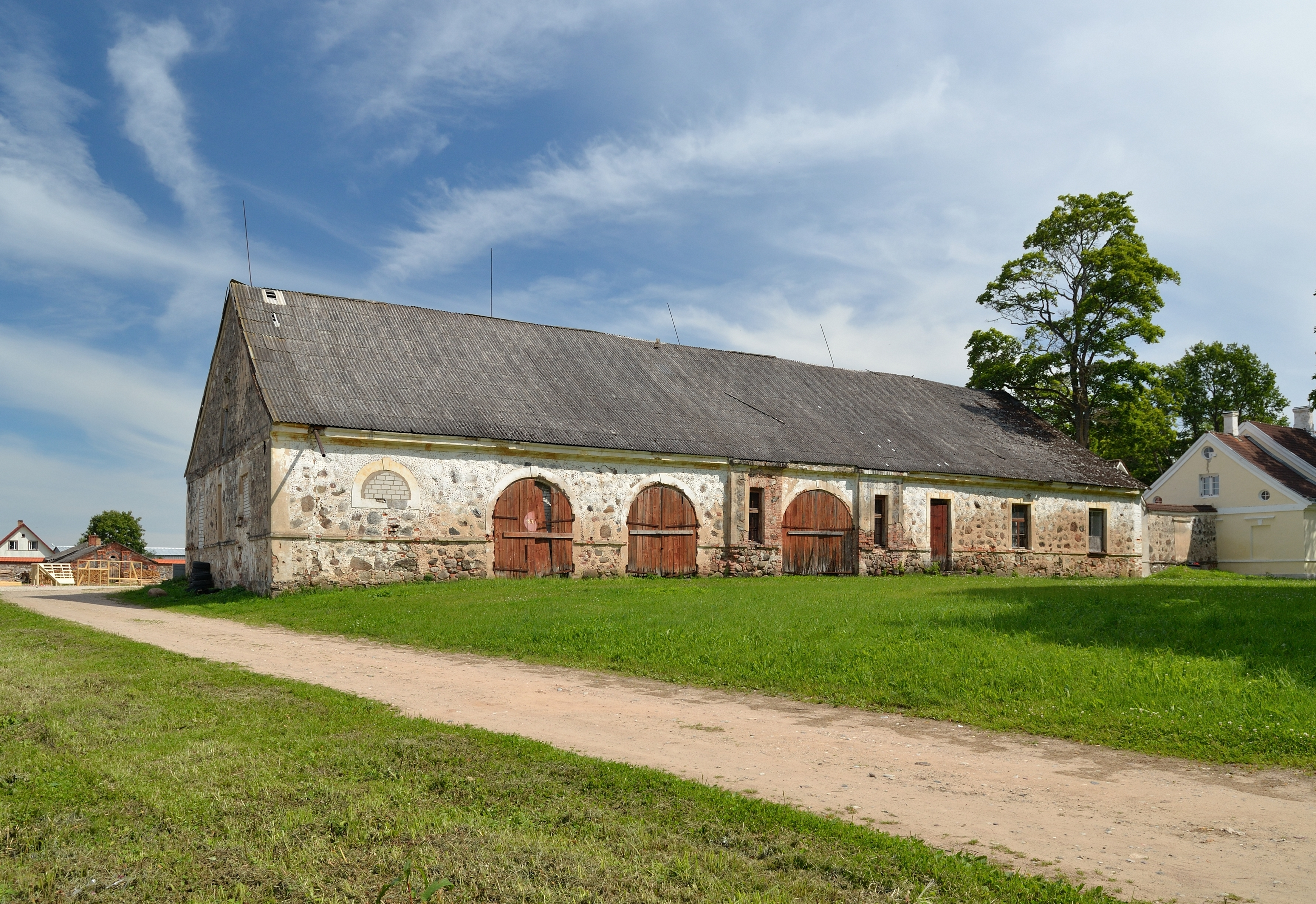
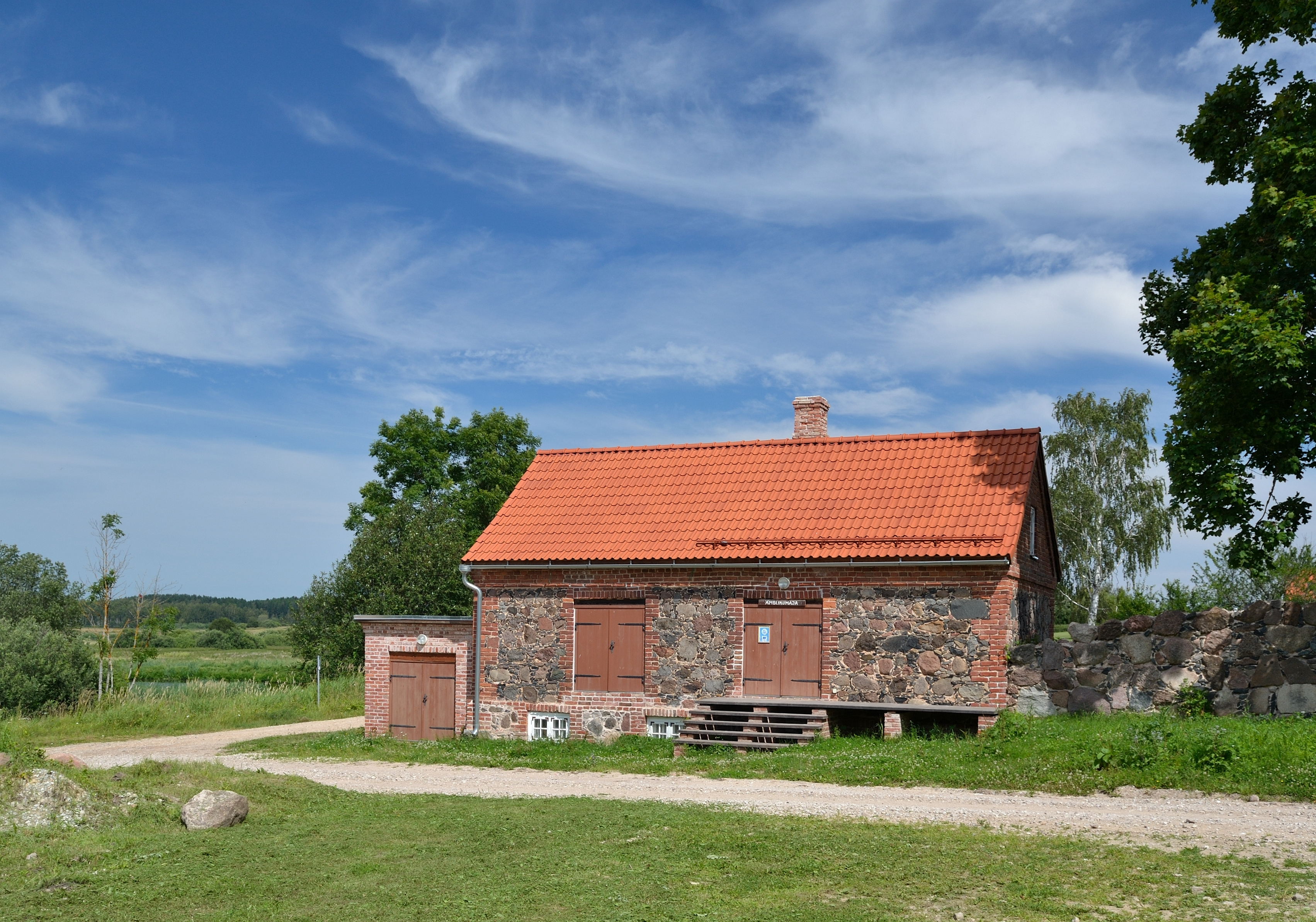
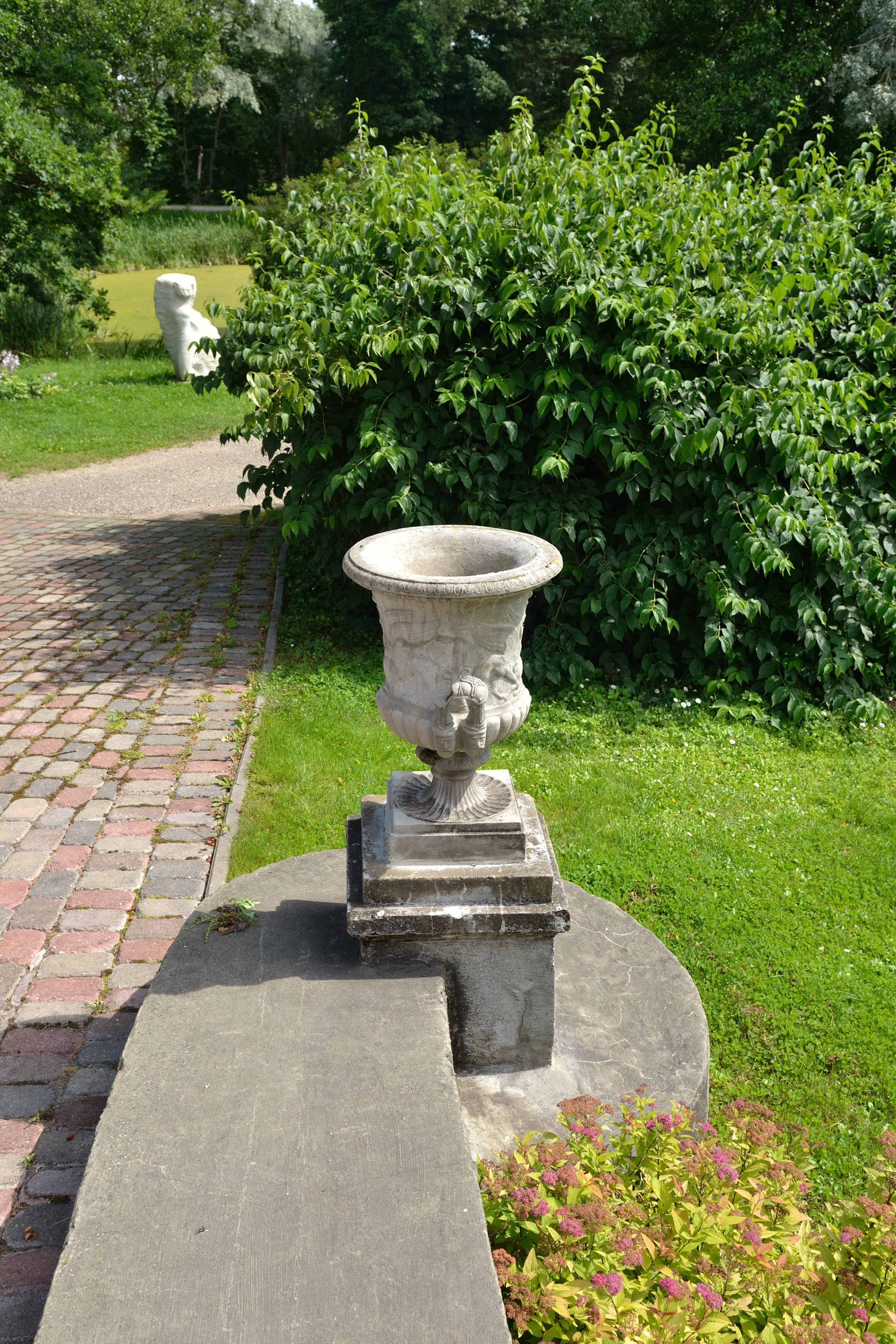
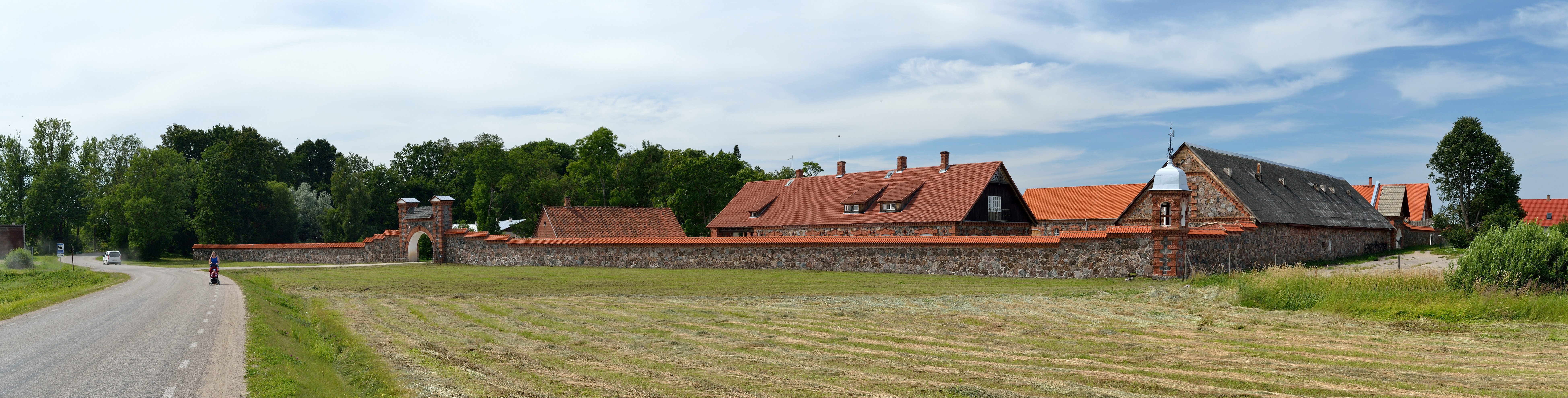

Миза Моосте (ест. Mooste mõis, нім. Moisekatz) була створена наприкінці XVI ст., коли польський король Стефан Баторій віддав тамтешні землі у лен винуському повітовому судді Вільгельму Штурцу. Миза, яка змінила чимало власників, в XVIII ст. перейшла до фон Мюннихів, а в 1810 р. — до фон Нолькенів.
Представницкі будівлі мизи були створені при Едуарді фон Нолькені в 1903—1913 рр., тобто це один з найпізніших, але в той же час одна з найвеличніших садиб в Естонії. Двоповерховий панський будинок в стилі «геймат» було зведено за проектом архітектора Августа Рейнберга в 1909 р. Покрівля у будинку з аспідного сланцю і безліч еркерів та карнизів.
Чудовий ансамбль підручних споруд складається приблизно з двадцяти будівель — будинок керуючого, винокурня, конюшня, кузня та ін. Більшість з них побудовані з природного каменю і прикрашені цеглою, за допомогою якого створено виразні візерунки. Дзвіницю, натхнену архітектурою середньовічних фортець, виконано як кутову башту кам'яної огорожі. Крім того, є декілька вортних башт і будівель, які створюють чудовий краєвид. Увесь комплекс знаходиться на березі мальовничого озера.
В будинку мизи, експроприйованому у фон Нолькенів в 1919 р., знаходиться місцева школа.